# Seguridad del empleo
La seguridad del empleo es la probabilidad de que un individuo permanezca estable en su puesto de trabajo: Una ocupación con un alto nivel de seguridad del empleo es aquella que tiene bajas posibilidades de desempleo.
La teoría de economía básica sostiene que durante los periodos de expansión económica las empresas ven aumentada su demanda, por lo que en consecuencia necesitan incrementar su capital y fuerza laboral, lo que entrega una mayor seguridad de que un trabajador conserve su empleo. Por el contrario, en periodos de recesión las empresas ven disminuida su demanda, por lo que tienden a reducir su capacidad de producción en el corto plazo, lo que implica despidos en lo que respecta a recursos humanos.
Se puede apreciar una motivación tanto por los gobiernos como por las personas de lograr altos niveles de seguridad del empleo. Mientras que los gobiernos establecen leyes que prohíben los despidos injustificados o por ciertos motivos externos al desempeño del empleado, los trabajadores pueden influenciar en su propio grado de seguridad del empleo incrementando sus habilidades, ya sea a través de la experiencia o el perfeccionamiento académico con la educación por extensión, mitigando del mismo modo la obsolescencia laboral; como también trasladándose hacia un puesto de trabajo que le otorgue mayores garantías y mejores condiciones laborales. Las tasas de desempleo y el índice de confianza de los empleados son buenos indicadores de la seguridad del empleo en un área en particular.
Los sindicatos y asociaciones gremiales de empleados también ejercen una fuerte influencia en la seguridad de un empleo. Las instituciones con presencia de este tipo de organismos, especialmente las del sector público, son consideradas más seguras que aquellas no sindicalizadas del sector privado, que tienen una seguridad del empleo baja.

## Medición de la seguridad del empleo
La Organización para la Cooperación y el Desarrollo Económicos (OCDE) elabora un listado por país del porcentaje de probabilidades de convertirse en desempleado para un trabajador. Se calcula sobre la base de un promedio de la cantidad de desempleados de un año específico sumado a la cantidad de empleados durante el año anterior. El siguiente es el resultado del año 2012 de los países OCDE junto a otros países con alta seguridad laboral:
| Lugar | País            | Posibilidad de perder el trabajo en 2012 |
| ----- | --------------- | ---------------------------------------- |
| 1     | Suiza           | 2.8%                                     |
| 2     | Japón           | 2.9%                                     |
| 2     | Noruega         | 2.9%                                     |
| 4     | Corea del Sur   | 3.0%                                     |
| 5     | Alemania        | 3.2%                                     |
| 6     | Austria         | 3.4%                                     |
| 7     | Países Bajos    | 3.6%                                     |
| 8     | Luxemburgo      | 4.0%                                     |
| 8     | Rusia           | 4.0%                                     |
| 10    | República Checa | 4.2%                                     |
| 11    | Islandia        | 4.3%                                     |
| 12    | Australia       | 4.4%                                     |
| 13    | Bélgica         | 4.5%                                     |
| 14    | Chile           | 4.7%                                     |
| 16    | Brasil          | 4.8%                                     |
| 17    | Eslovenia       | 5.0%                                     |
| 18    | Estonia         | 5.3%                                     |
| 19    | Italia          | 5.5%                                     |
| 20    | Reino Unido     | 5.6%                                     |
| 21    | Eslovaquia      | 5.8%                                     |
| 21    | Nueva Zelanda   | 5.8%                                     |
| 21    | Dinamarca       | 5.8%                                     |
| 24    | Estados Unidos  | 6.3%                                     |
| 25    | Irlanda         | 6.4%                                     |
| 25    | Finlandia       | 6.4%                                     |
| 27    | Israel          | 6.5%                                     |
| 27    | Suecia          | 6.5%                                     |
| 27    | Francia         | 6.5%                                     |
| 30    | Canadá          | 6.6%                                     |
| 31    | Hungría         | 6.7%                                     |
| 32    | Polonia         | 7.3%                                     |
| 33    | Turquía         | 7.8%                                     |
| 34    | Portugal        | 9.1%                                     |
| 35    | Grecia          | 12.0%                                    |
| 36    | España          | 17.7%                                    |